# JERA
JERA (яп. 株式会社JERA) — це спільне підприємство TEPCO Fuel & Power, що повністю належить Tokyo Electric Power Company, і Chubu Electric Power, засноване в квітні 2015 року. Теплові електростанції Tokyo Electric і Chubu Electric із загальною потужністю близько 67 мільйонів кВт (включаючи потужності, що будуються), що зробило її найбільшою компанією з виробництва електроенергії в Японії. Вироблена електроенергія продається оптом роздрібним електричним компаніям, таким як TEPCO Energy Partner і Chubu Electric Power, і не постачається безпосередньо споживачам.